# Tendaguripterus
Tendaguripterus — рід птерозаврів із Африки. Відомо за фрагментом нижньої щелепи з пізньої юри (кімеридж-титон) Танзанії.

## Історія
Юрська фауна Тендагуру активно досліджувалась на початку 20-го століття, особливо завдяки німецьким експедиціям 1909-1913 років. Про знахідки там птерозаврів повідомляв ще Яненш (1914), пізніше Паркінсон у праці про британські експедиції, проте вперше назвав нові таксони з Тендагуру Ганс Рек (1931), що виділив (щоправда, на основі посткраніального матеріалу, що потім виявився недіагностичним) чотири види: Rhamphorhynchus tendagurensis, Pterodactylus maximus, P. brancai й P. arningi. Пізніше, 1999-го Анвін і Гайнріх визнали їх усі nomina dubia, й перевизначили як “Rhamphorhynchoidea” inserate sedis, Pterodactyloidea indet., Dsungaripteroidea gen. et sp. indet. і Pterosauria indet., відповідно. Під час препарації шматка породи за десятиліття після завершення перших експедицій було виявлено фрагмент нижньої щелепи птерозавра, що став голотипом нового виду – Tendaguripterus recki, названого на честь типової локації (Тендагуру) й Река, автора першого формального опису решток птерозаврів із Танзанії. Автори опису (Unwin & Heinrich, 1999) спершу ідентифікували тендагуріптера як члена Dsungaripteroidea (Germanodactylidae+Dsungaripteridae), точніше, до Germanodactylidae (нехай підозрювали, що вона може виявитись парафілетичною відносно Dsungaripteridae).
Пізніше, Кельнер і Форд (2007) заперечили, що тендагуріптера не об‘єднано ні з Dsungaripteridae ні з Germanodactylidae жодною діагностичною рисою (розкритикувавши аргументи Анвіна й Гайнріха на користь зворотнього); фактично, вони навіть заперечували можливість його віднесення до Pterodactyloidea. Тим не менше, вони визнали, що увігнута внутрішня сторона нижньощелепного симфіза і загнуті назад зуби дозволяють вважати таксон валідним, вирізняючи його серед відомих птерозаврів, і запропонували виділити тендагуріптера до окремої монотипічної родини,яку назвали Tendaguripterudae.